# No Surrender (2009)
No Surrender 2009 est un Pay Per View de Catch organisé par la Total Nonstop Action Wrestling qui s'est déroulé le 20 septembre 2009 à l'iMPACT! Zone de Orlando en Floride. C'était le premier PPV de Bobby Lashley à la Total Nonstop Action Wrestling. C'est le pay per view qui mène à la route vers Bound for Glory.

## Contexte
Les spectacles de la Total Nonstop Action Wrestling en paiement à la séance sont constitués de matchs aux résultats prédéterminés par les scénaristes de la TNA. Ces rencontres sont justifiées par des storylines - une rivalité avec un catcheur, la plupart du temps - ou par des qualifications survenues dans les émissions de la TNA telles que TNA Xplosion et TNA Impact!. Tous les catcheurs possèdent un gimmick, c'est-à-dire qu'ils incarnent un personnage face (gentil), heel (méchant) ou tweener (neutre, apprécié du public), qui évolue au fil des rencontres. Un pay-per-view comme Bound for Glory est donc un évènement tournant pour les différentes storylines en cours.

## Déroulement

### Knockout Tag Team Championship

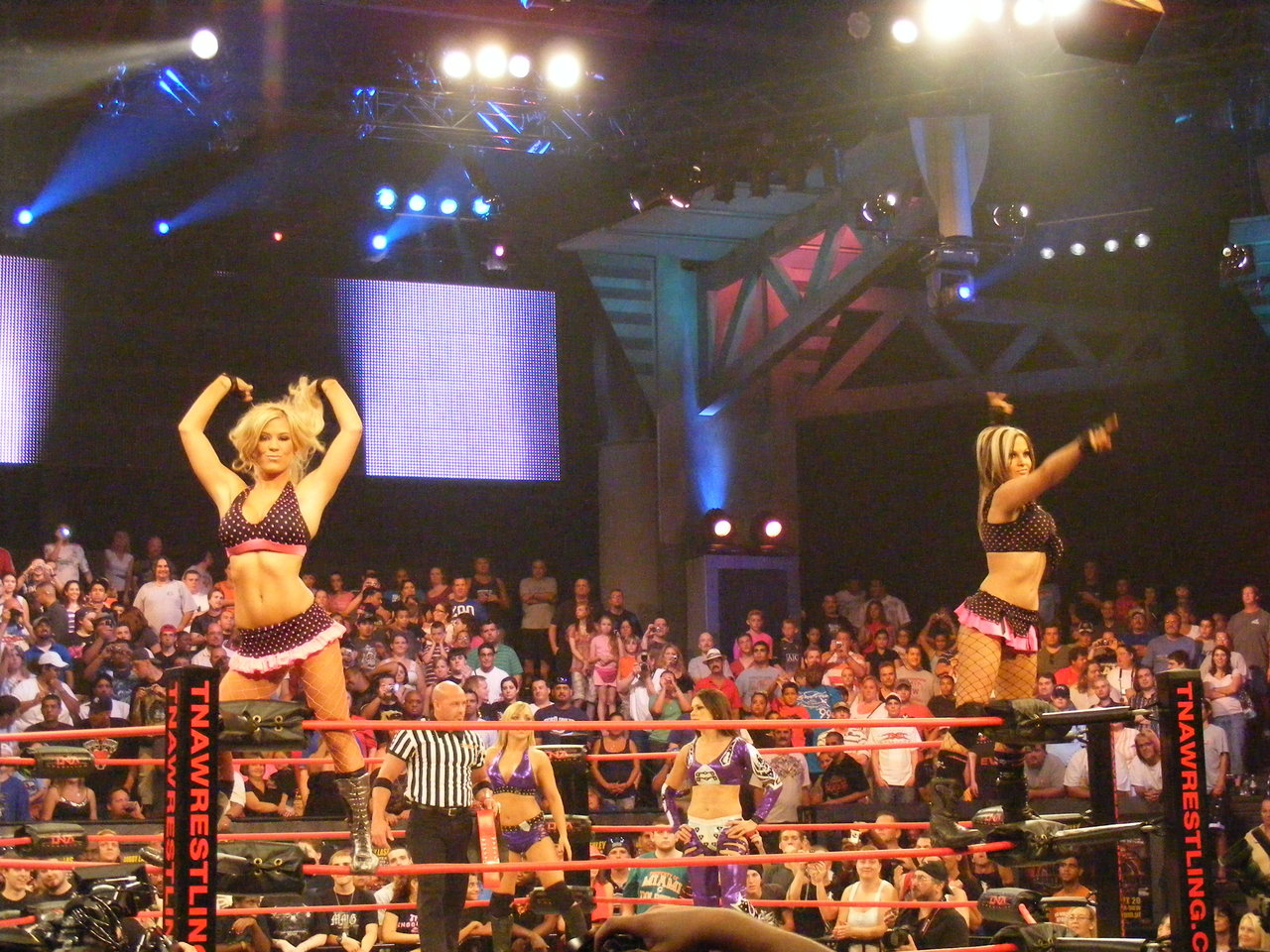
Madison Rayne et Velvet Sky lors de No Surrender

C'était la première fois que ce titre était mis en jeu et a donc couronné ses toutes premières championnes : Taylor Wilde & Sarita

### World Heavyweight Championship
Les membres qui s'affrontaient dans ce match pour le championnat du Monde Poids Lourd de la TNA, étaient tous des anciens membres de la Main Event Mafia (appart AJ Styles) donc beaucoup de tension durant les semaines précédent le Pay Per View.
AJ Styles, le seul membre ne faisant pas partie de ce clan de catch, a réussi à remporter le titre qui conserva 211 jours.

### Matches
| # | Matchs | Stipulations                                                                                            | Durée |
| - | --- | --- | ----- |
| 1 | Taylor Wilde & Sarita def. The Beautiful People (Velvet Sky & Madison Rayne) | Match par équipe pour devenir les premières Championnes par équipes de la TNA                           | 04:55 |
| 2 | Hernandez def. Eric Young | Match singulier                                                                                         | 00:48 |
| 3 | Samoa Joe (c) def. Daniels | Match singulier pour le TNA X Division Championship                                                     | 13:47 |
| 4 | D'Angelo Dinero def. Suicide | Match où le tombé peut se faire n'importe où dans l'arène                                               | 12:14 |
| 5 | ODB def. Cody Deaner | Match mixte pour le vacant TNA Women's Knockout Championship                                            | 07:14 |
| 6 | Kevin Nash (c) def. Abyss | $50,000 Bounty Challenge pour le TNA Legends Championship ; Nash a réclamé $50,000 bounty à Dr. Stevie. | 08:23 |
| 7 | Beer Money, Inc. (James Storm & Robert Roode) et Team 3D (Brother Devon & Brother Ray) def. The Main Event Mafia (Booker T & Scott Steiner) et The British Invasion (Brutus Magnus & Doug Williams) | Lethal Lockdown                                                                                         | 21:27 |
| 8 | Bobby Lashley def. Rhino | Match singulier                                                                                         | 07:04 |
| 9 | A.J. Styles def. Kurt Angle (c), Matt Morgan, Sting, Rhino et Hernandez | Five-Way match pour le titre Champion du monde poids-lourd de l TNA                                     | 15:10 |